# Geraecormobius armatus
Geraecormobius armatus is een hooiwagen uit de familie Gonyleptidae.